# Nicolae Carnat
Nicolae Carnat (n. 8 aprilie 1998, Alba Iulia, Alba, România) este un fotbalist român, care joacă pe post de mijlocaș la Voluntari în Liga a II-a. Pe plan internațional, are prezențe la națională pentru România Sub-17 și România Sub-21.

## Statistici

### Club
| Club               | Sezon         | Ligă      | Ligă   | ceașcă    | ceașcă | Europa    | Europa | Alte      | Alte   | Total     | Total  |
| Club               | Sezon         | Aplicații | Goluri | Aplicații | Goluri | Aplicații | Goluri | Aplicații | Goluri | Aplicații | Goluri |
| ------------------ | ------------- | --------- | ------ | --------- | ------ | --------- | ------ | --------- | ------ | --------- | ------ |
| Esbjerg (împrumut) | 2017–18       | 3         | 0      | 0         | 0      | –         | –      | –         | –      | 3         | 0      |
| Esbjerg (împrumut) | Total         | 3         | 0      | 0         | 0      | 0         | 0      | 0         | 0      | 3         | 0      |
| Dunarea Calarasi   | 2018–19       | 9         | 0      | 1         | 0      | –         | –      | –         | –      | 10        | 0      |
| Dunarea Calarasi   | Total         | 9         | 0      | 1         | 0      | 0         | 0      | 0         | 0      | 10        | 0      |
| Sepsi OSK          | 2018–19       | 4         | 0      | 0         | 0      | –         | –      | –         | –      | 4         | 0      |
| Sepsi OSK          | 2019–20       | 33        | 6      | 6         | 2      | –         | –      | –         | –      | 39        | 8      |
| Sepsi OSK          | 2020–21       | 4         | 0      | 0         | 0      | –         | –      | –         | –      | 4         | 0      |
| Sepsi OSK          | Total         | 41        | 6      | 6         | 2      | 0         | 0      | 0         | 0      | 47        | 8      |
| CFR Cluj           | 2020–21       | 10        | 0      | 1         | 0      | 4         | 0      | –         | –      | 15        | 0      |
| CFR Cluj           | Total         | 10        | 0      | 1         | 0      | 4         | 0      | 0         | 0      | 15        | 0      |
| Rapid Bucuresti    | 2021–22       | 20        | 3      | 1         | 0      | –         | –      | –         | –      | 21        | 3      |
| Rapid Bucuresti    | Total         | 20        | 3      | 1         | 0      | 0         | 0      | 0         | 0      | 21        | 3      |
| Total cariera      | Total cariera | 83        | 9      | 9         | 2      | 4         | 0      | 0         | 0      | 96        | 11     |

## Palmares
CFR Cluj
- Liga I : 2020–21
- Supercupa României : 2020